# Harriotta haeckeli
Harriotta haeckeli là một loài cá trong họ Rhinochimaeridae. Chúng được tìm thấy ở Greenland, New Zealand, Tây Ban Nha và có lẽ ở Hoa Kỳ. Loài này sinh sống ở các vùng biển mở và đang bị đe dọa mất môi trường sống.